# The Key (Vince Gill)
The Key è l'ottavo album in studio del musicista statunitense Vince Gill, pubblicato nel 1998.

## Tracce
Testi e musiche di Vince Gill, eccetto dove indicato.

1. Don't Come Cryin' to Me (featuring Dawn Sears) – 3:06 (Gill, Reed Nielsen)
2. If You Ever Have Forever in Mind – 4:38 (Gill, Troy Seals)
3. I Never Really Knew You – 2:14
4. Kindly Keep It Country – 3:09
5. All Those Years – 3:57
6. I'll Take Texas – 2:05
7. My Kind of Woman/My Kind of Man (duetto con Patty Loveless) – 3:53
8. There's Not Much Love Here Anymore – 3:28
9. Let Her In – 3:03
10. The Hills of Caroline – 4:44
11. Live to Tell It All – 3:36 (Gill, Sonya Isaacs)
12. What They All Call Love – 3:20
13. The Key to Life – 4:02